# 霜月かよ子
霜月 かよ子（しもつき かよこ、1983年11月24日 - ）は、日本の漫画家。千葉県出身。血液型はB型。

## 経歴
- 1983年 - 11月24日、千葉県に生まれる
- 1999年 - 第3回エニックス新人漫画大賞 入選&審査員特別賞受賞
- 2003年 - 第25回BF新人漫画大賞 佳作受賞
- 2005年 - 阿佐ヶ谷美術専門学校卒業
- 2014年 - 別名義「吉城モカ」としても活動開始[2][3]。

## 作品リスト

### 漫画
- C-blossom case729（全2巻、原作：福井晴敏）
  - 福井晴敏の著書『6ステイン』収録の「920を待ちながら」の2か月後、『亡国のイージス』の前のストーリー。
- 真夜中のアリアドネ（全4巻）
- シーラカンス（全2巻）
- Dの魔王〜ジョーカーゲーム〜（全3巻、原作：柳広司）
  - ジョーカー・ゲーム（全1巻、原作：柳広司、脚本：渡辺雄介）
- ベインズ（全1巻、「ライオン」「ROOM1/4 -金欠シンデレラ-」収録）
- 放課後（全1巻、原作：東野圭吾）
- 彼はディアボロ!（全3巻）
- TPボーイズ それでもボクらは彼女が欲しい（全1巻）
- クドラクの晩餐（全2巻）
- ポワソン〜寵姫ポンパドゥールの生涯（全3巻）

#### アンソロジー
- まっすぐに純愛（2004年11月、ISBN 4-06-341408-6、「ROOM1/4 -金欠シンデレラ-」収録）
- この恋に必死です!（2005年8月、ISBN 4-06-341440-X、「ROOM1/4 -純情エゴイズム-」収録）
- この恋に涙する!（2006年8月、ISBN 978-4-06-341484-4、「vanilla」収録）
- 涙あふれる感動愛（2007年4月、ISBN 978-4-06-341522-3、「ROOM1/4 -鳴らない電話-」収録）
- メガネ男子な彼。（第2巻、2008年8月、ISBN 978-4-06-341587-2、「クマップの穴」収録）
- ゆれるオモイ（2008年10月、ISBN 978-4-06-341596-4、「クマップの穴」収録）
- 制服男子を征服せよ（2009年9月、ISBN 978-4-06-341642-8、「ベインズ」収録）

### その他
- 6ステイン（表紙絵担当）
  - 収録の「920を待ちながら」が『C-blossom case729』の2か月前を描いた、福井晴敏の小説作品。
- DIVE!!（原作：森絵都、青い鳥文庫版のイラスト）

## 吉城モカ名義

### 漫画（吉城モカ名義）
- 僕はコーヒーがのめない（全7巻、原作：福田幸江、監修：川島良彰（コーヒーハンター））